# Benzimidazol
Benzimidazol ist eine heterocyclische organische chemische Verbindung die aus der Verschmelzung von Benzol und Imidazol entsteht. Verbindungen mit dieser Grundstruktur werden als Benzimidazole bezeichnet, deren bedeutendster Vertreter in der Natur die Verbindung N-Ribosyl-dimethylbenzimidazol ist, welche als Ligand für Cobalt im Vitamin B12 vorkommt. Sie steht aber auch in Verbindung mit Purin und Adenin, bei denen Benzol durch Pyrimidin ersetzt ist.

## Gewinnung und Darstellung
Benzimidazol kann durch Kondensation von o-Phenylendiamin mit Ameisensäure oder dem äquivalenten Orthoameisensäuretrimethylester dargestellt werden.
{\displaystyle \mathrm {C_{6}H_{4}(NH_{2})_{2}+HC(OCH_{3})_{3}} } {\displaystyle \mathrm {\longrightarrow C_{6}H_{4}N(NH)CH+3\ CH_{3}OH} }

## Verwendung
Benzimidazol dient als Ausgangsstoff zur Herstellung von davon abgeleiteten Derivaten. Diese werden als Arzneistoffe (z. B. Omeprazol, Flubendazol, Domperidon), Anthelminthikum (ATC P02CA z. B. Albendazol), Kunststoffe (z. B. Polybenzimidazol) und Farbstoffe (z. B. Benzimidazolon) eingesetzt.
Weiterhin dienen sie als Fungizide (MBC-Fungizide), wobei der Wirkungsmechanismus auf der Hemmung der Zellteilung (Mitose) durch Zerstörung der Bausteine des Spindelapparates beruht. Da dies nur ein Angriffspunkt im Stoffwechsel des Pilzes ist, besteht deshalb eine hohe Resistenzgefahr. Zu dieser Gruppe gehören unter anderem Wirkstoffe mit Wirkung gegen Halmbruch und Schneeschimmel. Sie besitzen eine heilende (kurative) aber keine vorbeugende (protektive) Wirkung. Einige dieser Derivate sind:
- Carbendazim (z. B. Fungizid Harvesan und Beizmitteln)
- Thiophanat-methyl (z. B. Cercobin)
- Fuberidazol (z. B. in Beizmitteln)
- Benomyl (nicht mehr zugelassen)
- Fenbendazol
- Mebendazol
- Thiabendazol

Wobei Carbendazim der eigentliche Wirkstoff ist und Thiophanat-methyl und Benomyl in der Pflanze zu Carbendazim umgebaut werden. Dabei werden Verbindungen wie Netobimin und Febantel die als solche keine Benzimidazolstruktur enthalten, diese sich aber aus den Substanzen im Organismus bilden, als Probenzimidazole bezeichnet.